# 枢密院勅令
枢密院勅令（すうみついんちょくれい）または執行院勅令（しっこういんちょくれい、英: Order in Council）は、多くの国（典型的には英連邦諸国）における制定法の一種である。イギリスにおいては、この制定法は、枢密院（英: Privy Council）の助言と承認により国王の名において（「枢密院における国王（英: King-in-Council）」）制定されるが、他の国においては用語法は異なり得る。この語は、日本語では（イギリスの場合）「枢密院令」（すうみついんれい）と訳すことが多いが、国王ではなく枢密院の命令としての枢密院令（英: Order of Council）と混同してはならない。

## 裁可
枢密院勅令または執行院勅令は名目上は国王によって制定されるが、実務上、国王裁可は形式的なものでしかない。実際になされているのは、政府の代表者（一般には閣内大臣か枢密院議長（英: Lord President of the Council））が政府によって起草された枢密院勅令をまとめて国王の面前で読み上げ、国王は各枢密院勅令が読み上げられるごとに「承認された。（英: Approved.）」と述べるのである。こうして勅令は効力を有することになる。

## 種類、利用方法および用語法
枢密院勅令には主として2種類のものがある。枢密院における国王による国王大権の行使としての枢密院勅令と、議会の制定した法律（英: Act of Parliament）に従って制定される枢密院勅令である。
イギリスにおいては、枢密院勅令は、枢密院（英: Privy Council）の助言と承認を得て国王の名において（「枢密院における国王（英: King-in-Council）」）制定される。カナダの連邦政府においては国王枢密院（英: King's Privy Council for Canada）の助言と承認により総督（英: Governor General）の名において（枢密院における総督（英: Governor-General-in-Council））、カナダの各州政府においては執行院（英: Executive Council）の助言と承認により副知事の名において（執行院における副知事（英: Lieutenant-Governor-in-Council））、その他の国・地域では、執行院の助言と承認により知事または総督の名において（執行院における知事（英: Governor-in-Council）または執行院における総督（英: Governor-General-in-Council））、それぞれ制定される。ニュージーランドでは、執行院勅令は政府の決定に対して効力を与えるために求められる。議会の制定する法律（英: Act of Parliament）を別にすれば、枢密院勅令または執行院勅令は、政府が法的効力を要する決定を実施するための主たる方法である。

### 大権勅令
国王大権により制定される枢密院勅令は、第一次立法であり、その権限につき何らの制定法に依拠するものでもないが、法律（英: Act of Parliament）によってこれは変更され得る。この種の枢密院勅令は、国王大権の一部を構成していた分野を制定法が浸食するにつれ、時の経過とともにあまり通常ではなくなってきた。
今なお国王大権に属し、そのため大権による枢密院勅令によって規制される事項には、国王の官吏に関するものがあり、例えば、公務員の服務規程、特殊法人（英: Crown Corporation）の長の選任、イギリスの海外領土の統治、イングランド国教会の人事および国際関係のものなどがある。
伝統的に、枢密院勅令は首相による政治任用の方法として用いられてきたが、単に命令の形で立法を行うためにも用いられる。しばしば緊急時には、政府は枢密院勅令によって直接に立法を行い、通常の議会の手続を踏まないこともできるが、この種の枢密院勅令は、緊急事態の終了に伴って廃止されない限り、結果的には伝統的な立法過程に従って法律の形式を与えられる。しかしながら、この権限は、後に制定法によって、民間非常事態法（英: Civil Contingencies Act）に基づいて枢密院勅令を制定する権限に置き換えられた。
イギリスの枢密院勅令は時として、議会の関与なくイギリスの海外領土に適用のある裁判所の判断を実効性をもって覆すために用いられ得る。イギリス国内においては、裁判所の判断は、形式的には法律（英: Act of Parliament）か上級の裁判所の判断によってのみ上書きされ得る。
英連邦の他の国においては、枢密院勅令ないし枢密院勅令は、議会による承認を要しない内閣または執行府の判断を実行するために用いられる。

### 行政委任立法としての枢密院勅令ないし執行院勅令
行政委任立法としての枢密院勅令ないし執行院勅令は、行政委任立法（英: Statutory Instrument、イギリスにおいては1946年行政委任立法法（英: Statutory Instruments Act 1946）によって規制される。）の一形式に過ぎず、単なる行政委任立法よりも多くの方式を要する。この種の枢密院勅令ないし執行院勅令は、多くの重要な行政立法において用いられる傾向にあり、その利用は拡大しつつある。あらゆる行政委任立法と同様に、議会の両院に提出されることだけが求められるが、下院（イギリスとカナダにおいては庶民院（英: House of Commons）、その他の王国では代議院（英: House of Representatives））または上院（イギリスでは貴族院（英: House of Lords）、その他の王国では元老院（英: Senate））のいずれかの決議によって無効化され得るか（消極的決議手続（英: negative resolution procedure））、または、いずれかの院もしくは（例外的に）両院の決議による承認が求められる（積極的決議手続（英: affirmative resolution procedure））。
前述のように枢密院勅令ないし執行院勅令の利用は近年拡大しており、例えば1998年スコットランド法（英: Scotland Act 1998）の規定によれば、枢密院勅令案は、一定の場合には、ウェストミンスターの議会に提出されるのと同様の方法で、スコットランド議会に提出されることがある。2007年からは、ウェールズ議会に提出される立法は、積極的決議手続を経た後に、枢密院勅令によって制定される。
この種の枢密院勅令または執行院勅令は、通常、次のような文言を含む。
"His Majesty, in pursuance of [relevant section of primary legislation], is pleased, by and with the advice of His Privy Council, to order, and it is hereby ordered, as follows:"
（国王陛下は、［第一次立法の関連する規定］に基づいて、枢密院の助言により、以下のとおり命じる喜びを有するものであり、本命令をもって以下のとおり命じられる。）
1972年から2007年の間のほとんどの期間においては、直接支配の一環として、多くの北アイルランドの制定法が枢密院勅令によって制定された。これらは1974年から2000年に至るまでの数多くの北アイルランド法（英: Northern Ireland Act）に基づいて行われたものであり、国王大権によるものではない。
2006年ウェールズ統治法（英: Government of Wales Act 2006）に基づいて、ウェールズ国民議会法規（英: Measures of the National Assembly for Wales）に対する国王裁可は枢密院勅令によって与えられるものとされているが、この場合の枢密院勅令は、行政委任立法ではなく、大権勅令と類似の形式である。

## 議論を呼んだ利用例

### カナダ
大英帝国が第一次世界大戦に連合国として参戦した後、カナダにおいて、「敵国民」たる外国人の登録（場合によっては収容）のための枢密院勅令が制定された。1914年から1920年の間に、8579人の「敵性外国人」が収容キャンプに監禁された。
ブライアン・マルルーニー政権が1988年11月21日に制定した枢密院勅令によって、アメリカン・エキスプレスのカナダの子銀行としてAMEXバンク・オブ・カナダ（英: AMEX Bank of Canada）が創設されたが、当時の連邦の銀行業政策においては通常は外国会社によるこのような銀行設立を許容していなかった。
2004年7月と2006年8月30日には、アブドゥラーマン・カードル（英: Abdurahman Khadr）に対するパスポートを拒否するために用いられた。彼は、アルカイダと関係を持つとされるカードル家（英: Khadr family）の一員で、それ以前に米国によりグアンタナモ湾において収容されていた。

### イギリス
2004年に発せられたある枢密院勅令は論争の的となった。イギリス領インド洋地域（BIOT）からのチャゴス諸島民の追放は違法であるとのイギリスの裁判所の判断を覆したのである。しかしながら、高等法院は、2006年に、これらの枢密院勅令は違法であるとし、「大臣は枢密院勅令という方法によりイギリスの海外領土から全住民を追放することができ、かつ、彼がこれを行うのは当該地域の「平和、秩序および良き統治」のためであると主張することができる、という提議は、我々にとっては矛盾するものである。」（"The suggestion that a minister can, through the means of an order in council, exile a whole population from a British Overseas Territory and claim that he is doing so for the 'peace, order and good government' of the territory is to us repugnant."）とした。イギリス政府は上訴したが敗れた。控訴院は「いかなる強制もなく行為した」政府の大臣によって違法に判断がなされたとした。しかしながら、政府はさらに貴族院上訴委員会に上訴してついに勝訴した。高等法院と控訴院の判断が覆されたのである。貴族院は、次のような判断を下した。すなわち、植民地に対する大権立法によって制定された枢密院勅令の有効性は司法審査に服すること（判決第35項参照）、何がBIOTの平和、秩序および良き統治を促進するかについての国務大臣の判断を裁判所の判断で代替することはできないこと、当該枢密院勅令は、安全保障と再移住の費用を考慮すれば事実に基づいてウェンズベリ不合理（英: Wednesbury unreasonable）ではないこと、また、当該枢密院勅令のいずれも、チャゴス諸島民のチャゴス諸島に居住する権利に関して、いかなる基本原則との矛盾を理由としてもイギリスの裁判所においてこれを争うことはできないこと、である。